# Ranunculus rumelicus
Ranunculus rumelicus ist eine Pflanzenart aus der Gattung Hahnenfuß (Ranunculus) innerhalb der Familie der Hahnenfußgewächse (Ranunculaceae).

## Beschreibung

### Vegetative Merkmale
Ranunculus rumelicus wächst als ausdauernde krautige Pflanze, die Wuchshöhen von 15 bis 30 Zentimetern erreicht. Die Wurzelknollen sind bei einem Durchmesser von etwa 10 Millimetern eiförmig.
Die Grundblätter sind dreiteilig und angedrückt behaart. Ihre Abschnitte sind breit keilförmig. Der mittlere Abschnitt ist länger als die seitlichen und oft gestielt.

### Generative Merkmale
Die Blütezeit reicht von April bis Mai. Die zwittrige Blüte ist radiärsymmetrisch und fünfzählig.
In einer Sammelnussfrucht befinden sich viele Nüsschen. Die Nüsschen sind eiförmig-rhombisch und warzig. Der Schnabel ist 2,5 Millimeter lang und gerade.

## Ökologie
Ranunculus rumelicus ist ein ausdauernder Schaft-Hemikryptophyt.

## Vorkommen
Ranunculus rumelicus kommt im nordöstlichen Mittelmeerraum und auf Kreta vor. Auf Kreta wächst Ranunculus rumelicus in Phrygana und auf Brachland.

## Taxonomie
Die Erstbeschreibung von Ranunculus rumelicus erfolgte 1843 durch Heinrich August Rudolf Grisebach in Spicilegium florae rumelicae et bithynicae, Band 1 (2/3), S. 305.